# Teneramente folle
Teneramente folle (Infinitely Polar Bear) è un film del 2014 diretto da Maya Forbes.

## Trama
Boston, 1978. Cam Stuart soffre di disturbo bipolare, patologia che gli ha fatto perdere il posto di lavoro, e viene ricoverato per qualche settimana in una clinica psichiatrica. Quando esce, la moglie Maggie lo informa che ha deciso di trasferirsi a New York per frequentare un master universitario di 18 mesi in business administration. Infatti, Maggie non è riuscita a trovare un posto di lavoro stabile e la sua ossessione è far avere alle figlie un'ottima istruzione in una scuola privata. Non sapendo a chi affidare Amelia e Faith, ha pensato di lasciarle al loro padre, con la speranza che rappresentino uno stimolo affinché l'uomo decida finalmente di curarsi.
Per Cam non è facile abituarsi alle responsabilità di padre, tanto da demandare le faccende domestiche alle due bambine, fortunatamente molto più mature della loro età. Spesso e volentieri Cam rientra a tarda notte ubriaco e infastidisce i vicini di casa per la troppa voglia di rendersi utile. La famiglia è costretta a stringere la cinghia, nonostante la nonna di Cam, la signora Gaga, sia una donna molto facoltosa che paga l'affitto nel piccolo appartamento in cui vivono. Un giorno la signora Gaga gli propone di prendere la sua Bentley, ma Cam rilancia chiedendole di iscrivere le figlie a una scuola privata. Di fronte al rifiuto della donna, Cam capisce che i soldi non fanno la felicità e continua a usare la sua vecchia e malandata automobile. Maggie rientra quasi tutti i fine settimana, con Cam che assapora quei brevi momenti in cui sono uniti come una vera famiglia. Quando Maggie si laurea, l'unico lavoro che riesce a trovare è a New York, dove progetta di trasferirsi con le bambine. Cam cerca disperatamente di procurarle un'occupazione a Boston, in modo da restare tutti insieme, ma un vecchio amico si rifiuta di aiutarlo. Maggie capisce che a New York le bambine sarebbero completamente sole, con lei costretta a rientrare tardi dall'ufficio, e decide di lasciare le cose come stanno, partendo sola e lasciando le bambine a Cam.
Un anno dopo, Amelia e Faith sono finalmente iscritte a una scuola privata e Cam può continuare a prendersi amorevolmente cura di loro.